# Ronde van Lombardije 2024
De 118e editie van de wielerwedstrijd Ronde van Lombardije werd verreden op 12 oktober 2024 als onderdeel van de UCI World Tour 2024. De wedstrijd gold als vijfde en laatste monument van het seizoen en was tevens voor vele renners de laatste wedstrijd van het seizoen. Net als in 2020 en 2022 was de start dit jaar in Bergamo en de finishstreep in Como. De wedstrijd was 255 kilometer lang. De wedstrijd werd, net als in 2021, 2022 en 2023 gewonnen door de Sloveen Tadej Pogačar. Tweede op het podium was de Belg Remco Evenepoel, Giulio Ciccone sloot het podium af. Bauke Mollema werd twaalfde en finishte zodoende als beste Nederlander van de wedstrijd.

## Uitslag
| Plaats  | Naam                | Ploeg                 | tijd     |
| ------- | ------------------- | --------------------- | -------- |
| Winnaar | Tadej Pogačar       | UAE Team Emirates     | 6u04'58" |
| 2       | Remco Evenepoel     | Soudal Quick-Step     | + 3'16"  |
| 3       | Giulio Ciccone      | Lidl-Trek             | + 4'31"  |
| 4       | Ion Izagirre        | Cofidis               | + 4'34"  |
| 5       | Enric Mas           | Movistar Team         | z.t.     |
| 6       | Pavel Sivakov       | UAE Team Emirates     | z.t.     |
| 7       | Lennert Van Eetvelt | Lotto-Dstny           | z.t.     |
| 8       | Neilson Powless     | EF Education-EasyPost | + 4'58"  |
| 9       | David Gaudu         | Groupama-FDJ          | z.t.     |
| 10      | Xandro Meurisse     | Alpecin-Deceuninck    | z.t.     |
|         |                     |                       |          |
| 12      | Bauke Mollema       | Lidl-Trek             | z.t.     |

1905 · 1906 · 1907 · 1908 · 1909 · 1910 · 1911 · 1912 · 1913 · 1914 · 1915 · 1916 · 1917 · 1918 · 1919 · 1920 · 1921 · 1922 · 1923 · 1924 · 1925 · 1926 · 1927 · 1928 · 1929 · 1930 · 1931 · 1932 · 1933 · 1934 · 1935 · 1936 · 1937 · 1938 · 1939 · 1940 · 1941 · 1942 · 1943 · 1944 · 1945 · 1946 · 1947 · 1948 · 1949 · 1950 · 1951 · 1952 · 1953 · 1954 · 1955 · 1956 · 1957 · 1958 · 1959 · 1960 · 1961 · 1962 · 1963 · 1964 · 1965 · 1966 · 1967 · 1968 · 1969 · 1970 · 1971 · 1972 · 1973 · 1974 · 1975 · 1976 · 1977 · 1978 · 1979 · 1980 · 1981 · 1982 · 1983 · 1984 · 1985 · 1986 · 1987 · 1988 · 1989 · 1990 · 1991 · 1992 · 1993 · 1994 · 1995 · 1996 · 1997 · 1998 · 1999 · 2000 · 2001 · 2002 · 2003 · 2004 · 2005 · 2006 · 2007 · 2008 · 2009 · 2010 · 2011 · 2012 · 2013 · 2014 · 2015 · 2016 · 2017 · 2018 · 2019 · 2020 · 2021 · 2022 · 2023 · 2024 · 2025
Tour Down Under ·
Great Ocean Road Race ·
Ronde van de Verenigde Arabische Emiraten ·
Omloop Het Nieuwsblad ·
Strade Bianche ·
Parijs-Nice · 
Tirreno-Adriatico · 
Milaan-San Remo ·
Ronde van Catalonië ·
Classic Brugge-De Panne ·
E3 Saxo Classic ·
Gent-Wevelgem ·
Dwars door Vlaanderen ·
Ronde van Vlaanderen ·
Ronde van het Baskenland ·
Parijs-Roubaix ·
Amstel Gold Race ·
Waalse Pijl ·
Luik-Bastenaken-Luik ·
Ronde van Romandië ·
Eschborn-Frankfurt ·
Ronde van Italië ·
Critérium du Dauphiné ·
Ronde van Zwitserland ·
Ronde van Frankrijk ·
Clásica San Sebastián ·
Ronde van Polen ·
Bretagne Classic ·
BEMER Cyclassics ·
Renewi Tour ·
Ronde van Spanje ·
GP van Quebec ·
GP van Montreal ·
Ronde van Lombardije ·
Ronde van Guangxi